# 湯米·艾德曼
湯瑪斯·賢洙·艾德曼（英語：Thomas Hyunsu Edman，1995年5月9日—）為美國職業棒球大聯盟運動員，主要守備游擊、二壘與中外野防區，目前效力於洛杉矶道奇，他先前曾效力於聖路易紅雀。

## 職業生涯
2016年美國職棒大聯盟選秀，艾德曼在第6輪被紅雀選走。2017年，他迅速從1A升上2A，隔年還入選德州聯盟明星賽。同年他還締造連續32場比賽敲安的隊史紀錄，之後他在季中升上3A，並幫助球隊拿下聯盟冠軍。他和當時小聯盟的隊友藍迪·亞羅薩倫納最終一同拿下年度MVP。
2019年，艾德曼從3A開季。6月8日，紅雀買斷他的合約，成功將他升上大聯盟。他在6月20日敲出大聯盟首轟，7月18日擊出生涯首發滿貫砲。該年他的打擊率為3成04，並敲出11轟與36分打點。他每秒跑速可達29.4英尺(約8.96公尺)，為全大聯盟三壘手最快。2020年，他的打擊率為2成50，並敲出5轟與26分打點。
2021年，球隊將二壘手寇頓·王交易，並獲得三壘手諾蘭·阿里納多，於是艾德曼成為球隊的先發二壘手。8月底，他以4成26打擊率外帶2轟的成績拿下國聯單週最佳球員。整年他出賽159場比賽，打擊率為2成62，並敲出11轟與56分打點。41支二壘安打並列國聯第二，僅次於布萊斯·哈波。紅雀在這年一共有5人拿下金手套獎，艾德曼便是其中之一。

## 個人生活
艾德曼的父親曾在大學時期打過四年棒球，並成為艾德曼在棒球路上的啟蒙老師。他的母親在韓國出生，並在小時候移居美國。他的哥哥目前在雙城隊體系工作，妹妹是一名排球選手。
2019年10月，艾德曼原訂和女友結婚，卻因為球隊打進分區賽而延後到11月底舉行。

## 外部連結
- 球員資訊和成績在MLB ，ESPN ，Baseball Reference ，Fangraphs ，The Baseball Cube （英文）
- 湯米·艾德曼的X（前Twitter）